# Skałotoczowate

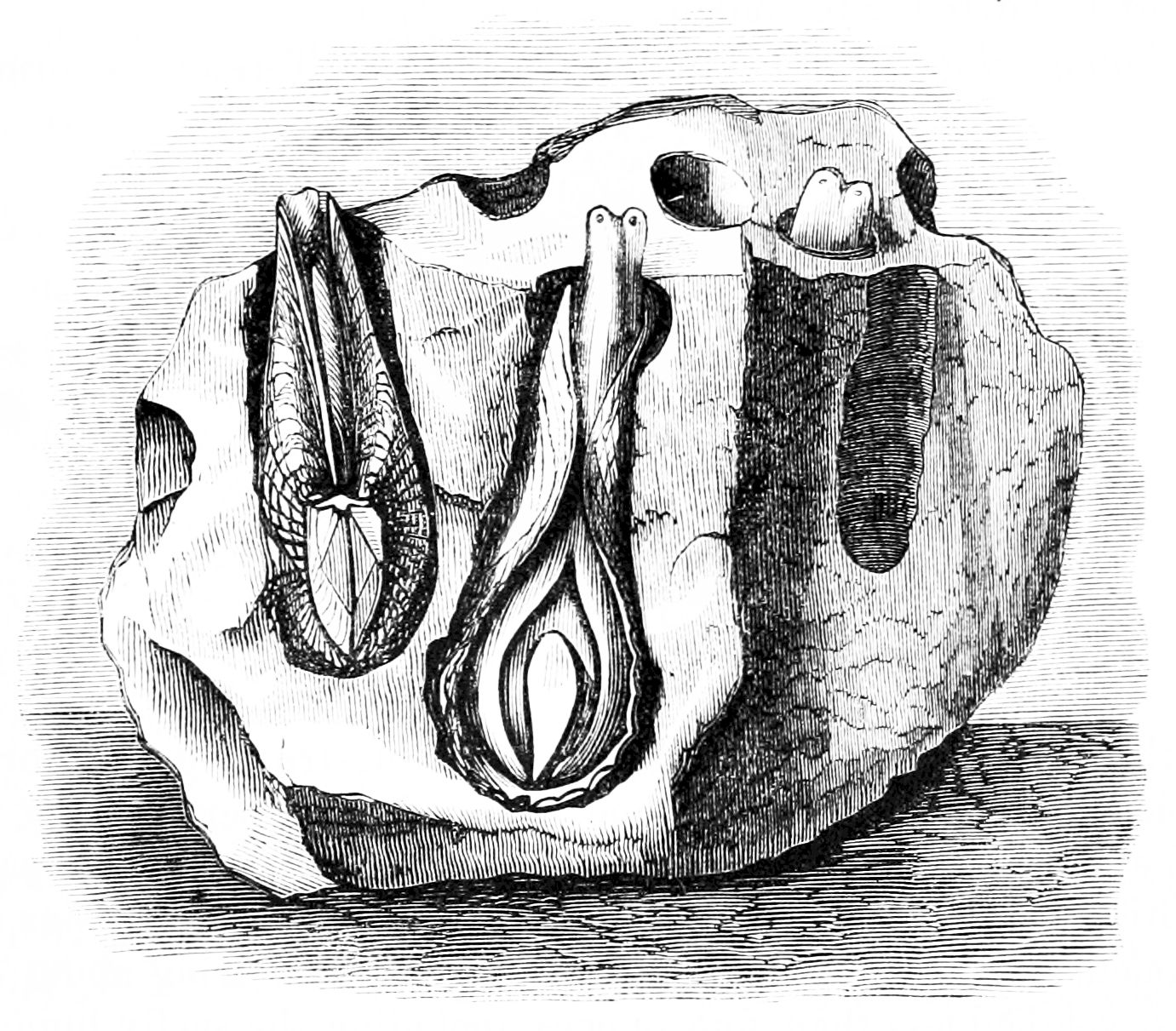
Skała drążona przez skałotoczowate

Skałotoczowate, skałotocze (Pholadidae) – rodzina morskich małży z rzędu Myoida obejmująca gatunki drążące w drewnie, skałach, muszlach mięczaków oraz w wapieniu rafowym. Ich cienkie, ale mocne muszle mają wydłużony, daktylowaty kształt, są zwykle białawe, o charakterystycznie urzeźbionej powierzchni (żeberkowane lub ząbkowane w przedniej części). Połówki muszli nie są domknięte. Większość skałotoczy żywi się materią organiczną odfiltrowaną z wody (filtratorzy).
Z powodu wyglądu muszli skałotoczowate nazywane są anielskimi skrzydłami. Wiercą w podłożu ruchami skorup lub chemicznie, wydzieliną gruczołu płaszcza. Niektóre gatunki – nazywane daktylami morskimi – są jadalne.
Rodzajem typowym rodziny jest Pholas, a jego przykładowym przedstawicielem – skałotocz (Pholas dactylus) – gatunek występujący u wybrzeży Europy.
Do rodziny zaliczane są poza tym rodzaje:
- Barnea
- Chaceia
- Cyrtopleura
- Diplothyra
- Jouannetia
- Martesia
- Netastoma
- Nettastomella
- Parapholas
- Penitella
- Pholadidea
- Pholas
- Xylophaga
- Xyloredo
- Zirfaea